# Nimic omenesc (Star Trek: Voyager)
„Nimic omenesc” (titlu original: „Nothing Human”) este al 8-lea episod din al cincilea sezon al serialului TV american științifico-fantastic Star Trek: Voyager și al 102-lea în total. A avut premiera la 2 decembrie 1998 pe canalul UPN.

## Prezentare
O ființă extraterestră rănită este adusă la bord de pe o navă naufragiată și se atașează de organismul B'Elannei Torres.

## Actori ocazionali
- David Clennon - Crell Moset
- Jad Mager - Ens. Tabor
- Frank Welker - The Alien Creature (voce)